# エリア52
『エリア52』（原題：Area 52）は、メキシコ出身のギター・デュオであるロドリーゴ・イ・ガブリエーラが2012年に発表した4枚目のスタジオ・アルバム。

## 収録曲
| 全作曲: ロドリーゴ・イ・ガブリエーラ。 |                   |      |                              |                                                                                |
| #                                      | タイトル          | 作詞 | 作曲・編曲                   | フィーチャリング                                                               |
| 1.                                     | 「Santo Domingo」 |      | ロドリーゴ・イ・ガブリエーラ | サムエル・フォルメル・アルフォンソ（ドラムス）                                 |
| 2.                                     | 「Hanuman」       |      | ロドリーゴ・イ・ガブリエーラ | ジョン・テンペスタ（ドラムス）                                                 |
| 3.                                     | 「Ixtapa」        |      | ロドリーゴ・イ・ガブリエーラ | アヌーシュカ・シャンカール（シタール）                                         |
| 4.                                     | 「11:11」         |      | ロドリーゴ・イ・ガブリエーラ | カルレス・ベナベント（ベース）、カルロタ・テレサ・ポレド・ノリエガ（ボーカル） |
| 5.                                     | 「Master Maqui」  |      | ロドリーゴ・イ・ガブリエーラ | ル・トリオ・ジュブラン（ウード）                                               |
| 6.                                     | 「Diablo Rojo」   |      | ロドリーゴ・イ・ガブリエーラ |                                                                                |
| 7.                                     | 「Logos」         |      | ロドリーゴ・イ・ガブリエーラ |                                                                                |
| 8.                                     | 「Juan Loco」     |      | ロドリーゴ・イ・ガブリエーラ | カルレス・ベナベント（ベース）                                                 |
| 9.                                     | 「Tamacun」       |      | ロドリーゴ・イ・ガブリエーラ | ジョン・テンペスタ（ドラムス）                                                 |